# Estats tributaris de Chota Nagpur

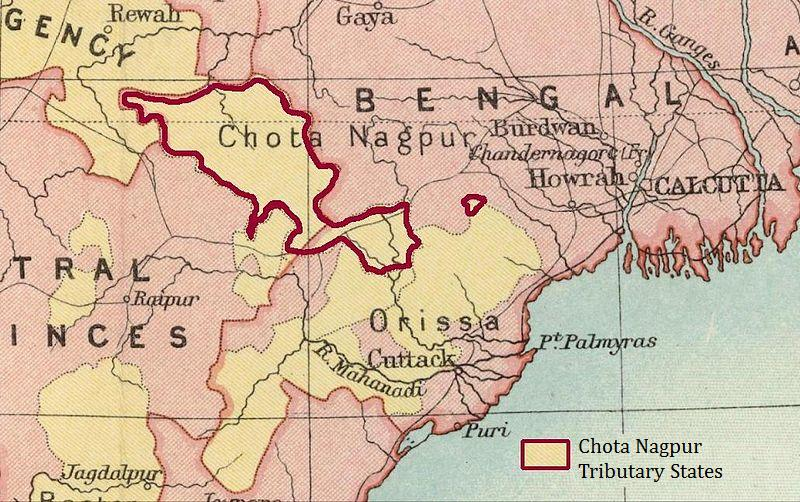
Estats tributaris de Chota Nagpur.

Els estats tributaris de Chhota Nagpur foren una sèrie d'estats tributaris protegits situats a la zona occidental de l'Altiplà de Chota Nagpur, de manera equivalent a una agència però sense portar aquest nom. La població era el 1881 de 678.002 habitants, i la superfície de 41.580 km². Els estats eren nou: Bonai, Chang Bhakar, Gangpur, Jashpur, Kharsawan, Korea, Saraikela, Surguja i Udaipur
Els estats s'havien conformat inicialment en dos grups: El grup de Sambalpur, que incloïa Bonai i Gangpur i vuit estats més a les Províncies Centrals, fou cedit als britànics el 1803 en virtut del Tractat de Deogaon, per Raghuji Bhonsle II, rajà maratha de Nagpur. El 1806 tot el grup excepte Raigarh fou retornat al raja a títol de gràcia fins que el 1818 van revertir als britànics per un acord provisional amb Madhuji Bhonsla (conegut com a Appa Sahib), després de la seva derrota; en aquesta cessió la sobirania feudal del rajà de Sambalpur sobre altres estats fou anul·lada i el 1821 es van emetre sanads per tots els sobirans i es va rebaixar l'impost. El 1826 van passar definitivament als britànics per un tractat amb Raghuji Bhonsle III que havia arribat a la majoria d'edat. Fins al 1860 els estats del grup de Sambalpur foren administrats per l'agent del governador general a Ranchi al districte de Lohardaga de la divisió de la Frontera del Sud-oest; el 1860 foren transferits tots, excepte Bonai i Gangpur, sota el superintendent dels estats tributaris d'Orissa i poc després foren incorporats a les Províncies Centrals quan es va formar la província el 1861.
I el grup de Sarguja amb Chang Bhakar, Jashpur, Korea, Udaipur, i el mateix estat de Sarguja (el més gran) que exercia una supremacia feudal sobre tots els altres. Aquest grup fou cedit als britànics per Appa Sahib en l'acord provisional de 1818 i no fou esmentat al tractat de 1826. Chang Bhakar, Korea, Surguga, Udaipur i Jashpur foren transferits el 1905 a les Províncies Centrals.
Gangpur i Bonai, habitats per parlants de llengua oriya, foren agregats als estats tributaris d'Orissa, i així a Chhota Nagpur només van quedar els dos petits estats de Kharsawan i Saraikela.